# Isoetes vermiculata
Isoetes vermiculata är en kärlväxtart som beskrevs av Hickey. Isoetes vermiculata ingår i släktet braxengräs, och familjen Isoetaceae. Inga underarter finns listade i Catalogue of Life.